# Bico (Amares)
Bico (auch São Vicente do Bico) ist ein Ort und eine Gemeinde im Norden Portugals. Der Rio Homem durchfließt die Gemeinde.

## Geschichte
Der heutige Ort entstand vermutlich im Verlauf der mittelalterlichen Reconquista und ist seit dem 12. Jahrhundert als eigenständige Gemeinde São Vicente do Bico vermerkt. Sie war dem Kloster Mosteiro de Santo André de Rendufe in Rendufe abgabepflichtig.
Im August 2006 wurde hier ein Denkmal für die Auswanderer aus Bico eingeweiht. Insbesondere in den 1960er Jahren sind viele Bewohner Bicos als Gastarbeiter ausgewandert und wurden Teil der Portugiesischen Gemeinden in Europa, vor allem in Frankreich und Luxemburg. Das Denkmal wurde aus den Reihen dieser ausgewanderten und teils zurückgekehrten Bewohner Bicos geplant und mit Unterstützung der Gemeindeverwaltung errichtet.

## Verwaltung
Bico ist Sitz einer gleichnamigen Gemeinde (Freguesia) im Kreis (Concelho) von Amares im Distrikt Braga. Sie besitzt eine Fläche von 2,3 km² und hat 816 Einwohner (Stand 19. April 2021).
Der namensgebende Ort ist die einzige Ortschaft in der Gemeinde.